# Font gòtica (Tortosa)

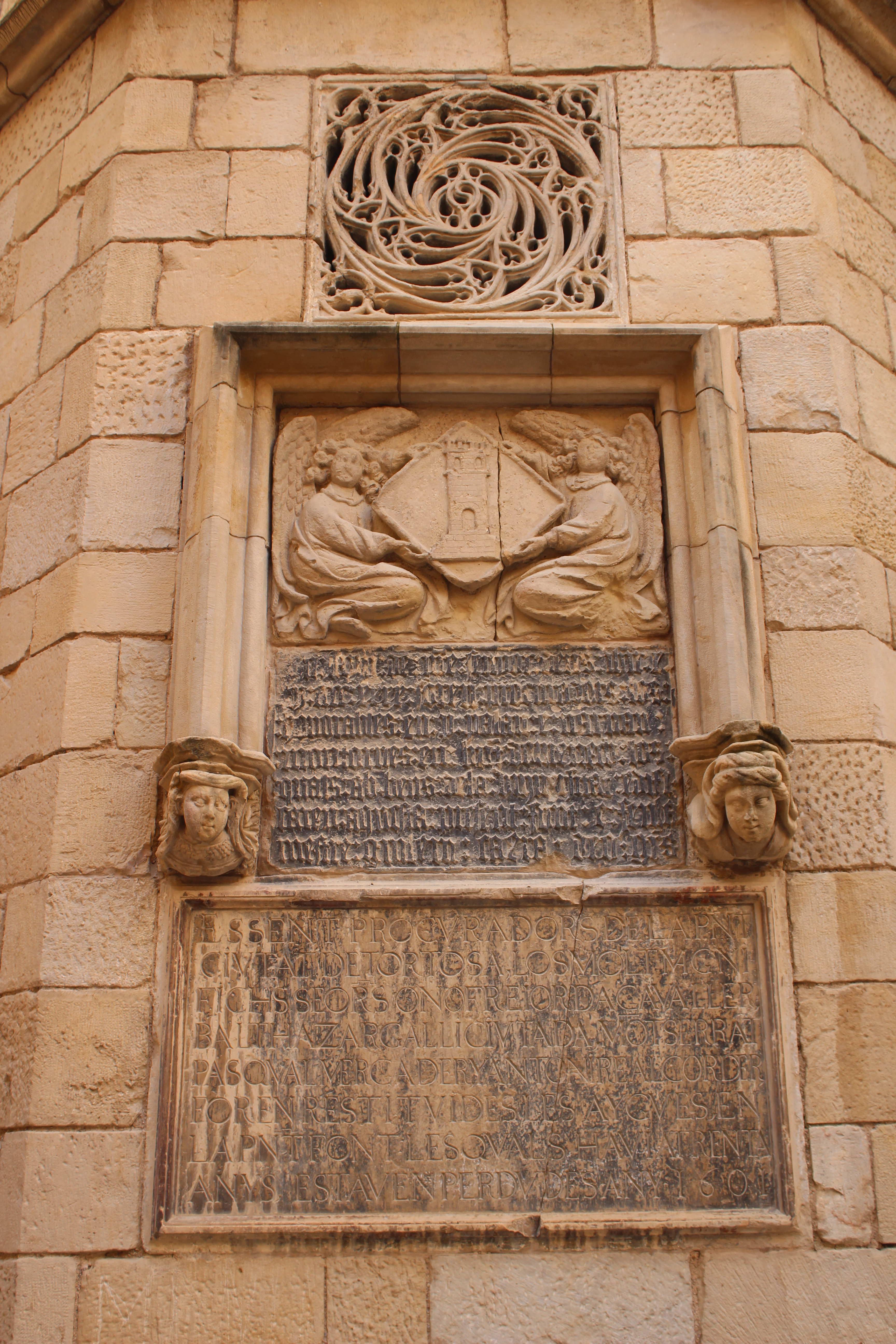
Detall de la font.

La font gòtica o font de l'àngel és una font de Tortosa (Baix Ebre) inclosa en l'Inventari del Patrimoni Arquitectònic de Catalunya.

## Descripció
Es tracta només d'una part d'una font gòtica, perquè en principi tenia una secció octogonal. Es troba encastada a l'angle format a l'extrem est del palau Oliver de Boteller. Actualment se'n conserva el costat principal i part dels dos que el seguien, encara que es manté l'estructura de torre amb merlets i coberta cònica. A la base hi havia les aixetes i una pica correguda, a una alçada de 80 cm. A sobre, destaquen, a la cara frontal, dues làpides commemoratives en què es recorda que l'obra la construí el mestre Guillem Saera el 1440, i que el 1601 li havien estat "restituïdes les aigües... les quals havia trenta anys estaven perdudes". A sobre n'hi ha dos angelets que sostenen l'escut de Tortosa emmarcat per una motllura sostinguda per dos caps.

## Història
La font es trobava en un principi com a element centrador de la plaça de la Font, avui dita Agustí Querol. Es construí a l'inici de la dècada de 1440, i l'any 1448 s'hi afegí la figura d'un àngel. Es va construir amb la intenció de decorar i ennoblir la ciutat. Al principi era un element aïllat, és a dir, no adossat a cap edifici. En remodelar la plaça, l'any 1879, la font es va desmuntar; el 1962 es va tornar a muntar al costat de l'anomenat palau Oliver de Boteller.